# پیتر بارت
پیتر بارت (انگلیسی: Péter Baráth؛ زادهٔ ۲۱ فوریهٔ ۲۰۰۲) بازیکن فوتبال اهل مجارستان است.
از باشگاه‌هایی که در آن بازی کرده‌است می‌توان به باشگاه فوتبال دبرتسنی اشاره کرد.
وی همچنین در تیم‌های ملی فوتبال زیر ۲۱ سال مجارستان و مجارستان بازی کرده‌است.